# Luís Ricardo Simões da Silva Graça
Luís Ricardo Simões da Silva Graça, conhecido como Luís Graça, é um médico especialista em imunologia clínica, investigador no Instituto de Medicina Molecular, e professor catedrático de Imunologia na Faculdade de Medicina da Universidade de Lisboa.
A base da sua investigação é a regulação da produção de anticorpos após a vacinação, e estratégias para ultrapassar a rejeição de transplantes e a indução de tolerância imunológica em autoimunidade e alergia.

## Biografia
Luís Graça é casado com Marta de Menezes, uma artista plástica, com quem estabeleceu um projeto entre arte e a ciência. Fez um transplante de células da pele do braço de um para o braço de outro.

### Percurso académico
Formou-se em medicina pela Faculdade de Medicina da Universidade de Lisboa, em 1995. Em 2002, fez um doutoramento em Imunologia pela Universidade de Oxford, Reino Unido. Posteriormente realizou um pós-doutoramento na Universidade de Oxford, Reino Unido, e na Universidade da Austrália Ocidental, Perth, Austrália.

## Carreira
Luís Graça é Professor Catedrático de Imunologia e vice-diretor na Faculdade de Medicina da Universidade de Lisboa. Entre 2015 e 2018 foi Presidente da Sociedade Portuguesa de Imunologia.
Atua como co-presidente do Grupo Consultivo Nacional para Vacinação COVID-19 desde 2020, representando Portugal em reuniões do Grupo Consultivo Estratégico sobre Imunização (SAGE) da OMS e dos Grupos Técnicos Consultivos Nacionais sobre Vacinação do Centro Europeu de Prevenção e Controlo das Doenças.
É líder de grupo e investigador principal no Instituto de Medicina Molecular, desde 2005. Atua em diferentes áreas de investigação, como imunologia, a Autoimunidade, vacinas e  alergia. Nesse contexto, pesquisa métodos para reprogramar a resposta imunitária em situações em que o sistema imunitário está a causar uma doença, como quadros alérgicos, autoimunidade (doenças autoimunes) e rejeição de transplantes.

### Percurso na área da investigação científica
Como investigador, Luís Graça tem contribuído para com o avanço do conhecimento científico, sendo corresponsável pela descoberta de um tipo de células T, as Tfr (células T reguladoras foliculares), especializadas na regulação da produção de anticorpos e prevenção do surgimento de autoimunidade.

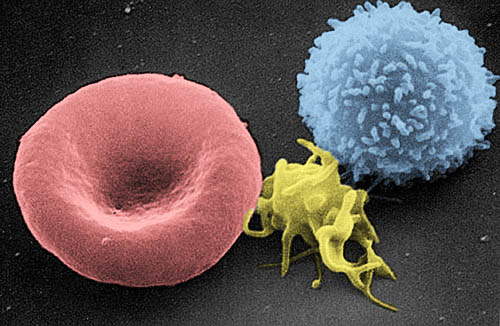
Red White Blood cells

Graça é, desde 1 de janeiro de 2021 até à atualidade, editor-chefe da Immunology Letters, o jornal oficial da EFIS (Federação Europeia de Sociedades de Imunologia).
Em 2023 recebeu o Prêmio Pfizer em reconhecimento ao estudo que desenvolveu junto a sua equipa no Instituto de Medicina Molecular, onde se identificou o grau de imunidade adquirida por seres humanos após a infecção com diferentes variantes do  SARS-CoV-2.

## Distinções
- Prêmio de Pesquisa Pfizer (1995);[15]
- Prémios Pfizer (2023).[15][16]